# Populierenbladblaasje
Het populierenbladblaasje (Taphrina populina) is een schimmel behorend tot de familie Taphrinaceae. Deze biotrofe parasiet is bekend van Populus × canadensis en Populus nigra.

## Kenmerken
Het mycelium van Taphrina populina ontwikkelt zich tussen gastheercellen en onder de cuticula. Het hyfen is dun, langwerpig en gescheiden door gelaagde septa die uit meerdere banden lijken te bestaan. In het gebied tussen de epidermis en de cellen nemen de hyfen in omvang toe, worden sterk verdikt en vallen uiteen in vormeloze, later eivormige, dikwandige zakvormende cellen. Deze cellen worden langer en vormen zakjes. De zakjes zijn tweecellig, cilindrisch, aan de bovenkant afgerond, met een smalle basis, bevestigd aan de gastheercellen door overblijfselen van hyfen. Ze hebben een ascus met een variabele vorm, vaak driehoekig wigvormig of stomp. De asci meten 55-85 × 10-22, meestal 65-70 × 15-17 µm en zijn gevuld met goudgeel epiplasma. Er zitten acht ascosporen in de zakjes. Ze zijn rond of ellipsvormig 4-6 × 3-4 µm. Asci vertonen variabiliteit in grootte en vorm op verschillende soorten populierengastheren.

## Verspreiding
Taphrina populina komt vooral voor in Europa, Noord-Amerika (VS en Canada), Aziatische gebieden in Rusland en Nieuw-Zeeland. Locaties in Zuid-Afrika en de zuidkust van Australië worden ook vermeld. In Slowakije zijn talloze vindplaatsen gemeld, maar de schimmel is de afgelopen jaren op sommige van deze vindplaatsen niet aangetroffen. De reden voor de afname van de bevolking kan de klimaatverandering in deze regio's in de afgelopen 90 jaar zijn, zoals afnemende neerslag en bodemvocht, opwarming van de aarde - het broeikaseffect en andere veranderingen.
In Nederland komt het vrij zeldzaam voor.